# Sporle
Sporle är en by i Norfolk i England. Byn är belägen 38 km 
från Norwich. Orten har 784 invånare (2016). Byn nämndes i Domedagsboken (Domesday Book) år 1086, och kallades då Esparlai/Esparle(a)/Sparle(a).